# WFDC21P
WFDC21P‏ (None) هوَ بروتين يُشَفر بواسطة جين WFDC21P في الإنسان.